# 螺纹加工
螺纹加工方法大概可以分成三类，一类为切除材料形成螺纹形状，一类为材料变形形成螺纹形状，另一类为直接成型法。每年加工製造的螺釘比其他的機構构件還多。車削是最常見製造螺紋的方式，此外还有磨削、攻牙等。也有其他製造螺紋的方式，例如變形加工（軋製和成型加工、模製和鑄造），3D打印加工，或是綜合上述方式進行的加工。

## 切削螺纹
- 車削螺紋是指在零件上用車削加工製造螺紋的工序,可采用成形车刀或螺纹梳刀。成形车刀结构简单，是单件和小批生产螺纹工件的常用方法。螺纹梳刀适于大批量生产的细牙短螺纹。[2]

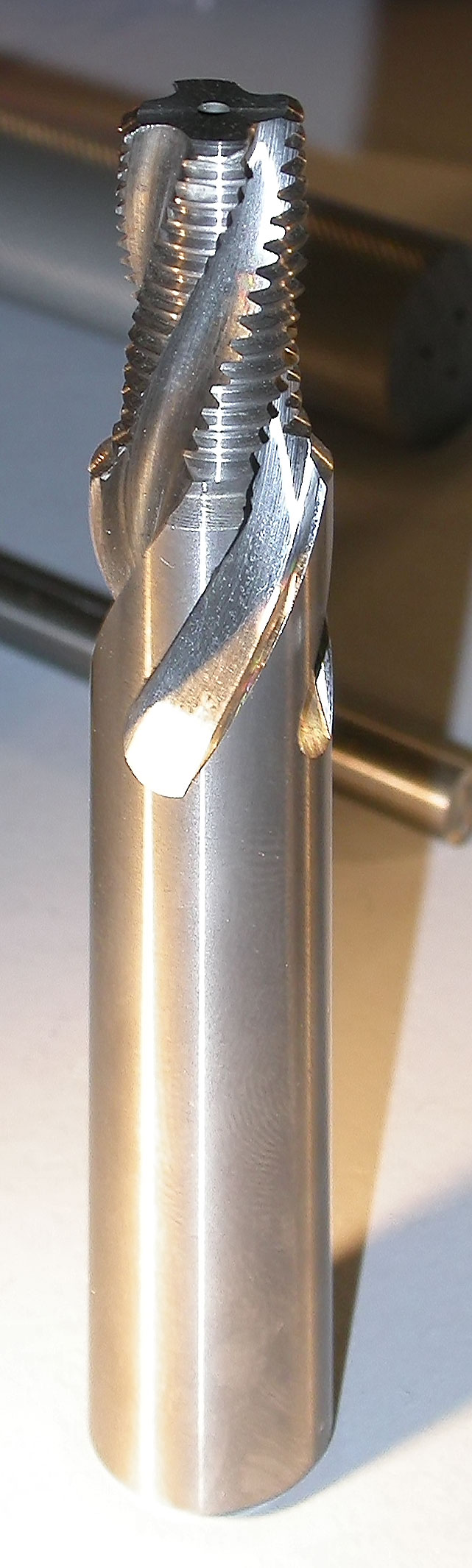
螺纹铣刀
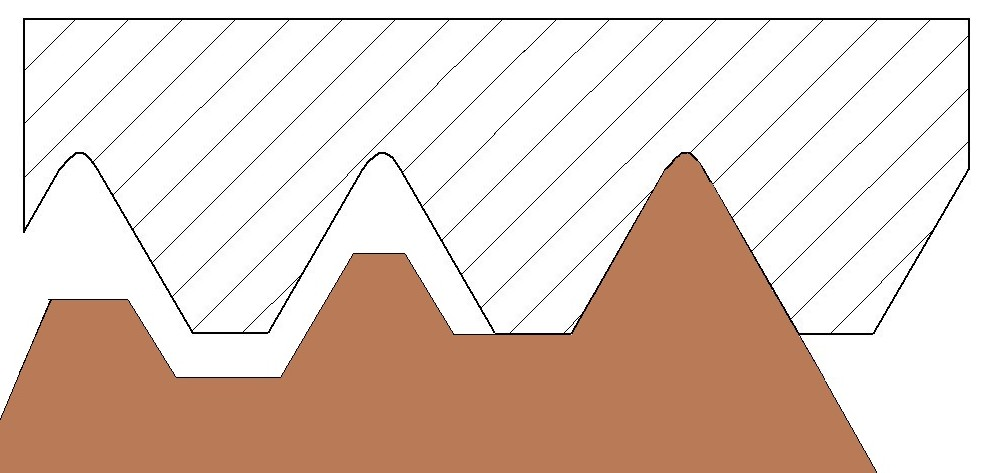
螺纹梳刀

- 铣削螺纹是在螺纹铣床上用盘形铣刀或梳形铣刀进行铣削。盘形铣刀主要用于铣削丝杆、蜗杆等工件上的梯形外螺纹。梳形铣刀用于铣削内、外普通螺纹和锥螺纹。
- 磨削螺纹主要用于在通展精機螺紋磨床 （页面存档备份，存于）上加工淬硬工件的精密螺纹。适于磨削精密丝杠、螺纹量规、蜗杆、小批量的螺纹工件和铲磨精密滚刀。
- 研磨螺纹主要用于修正误差，提高螺距精度。
- 丝攻和丝板：攻丝是用一定的扭距将丝锥旋入工件上预钻的底孔中加工出内螺纹。套丝是用板牙在棒料（或管料）工件上切出外螺纹。[3]
- 拉削螺纹

## 材料变形
- 搓制螺纹也叫搓丝，是将两块带螺纹牙形的搓丝板错开1/2螺距相对布置，静板固定不动，动板作平行于静板的往复直线运动。当工件送入两板之间时，动板前进搓压工件，使其表面塑性变形而成螺纹。
- 滚压螺纹是将带螺纹牙形的滚丝轮安装在互相平行的轴上，工件放在两轮之间的支承上，两轮同向等速旋转，其中一轮还作径向进给运动。工件在滚丝轮带动下旋转，表面受径向挤压形成螺纹。

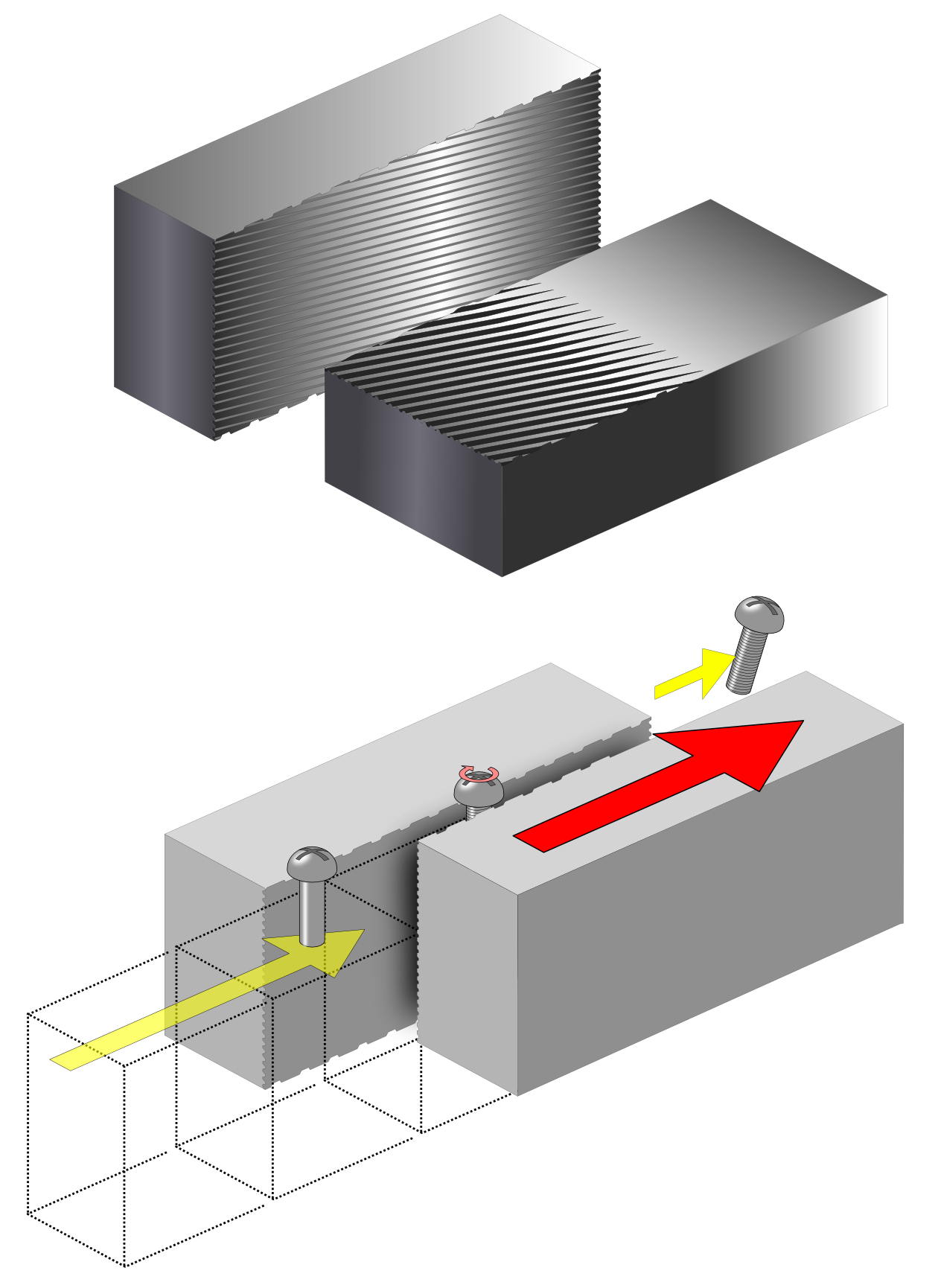
平滚螺纹
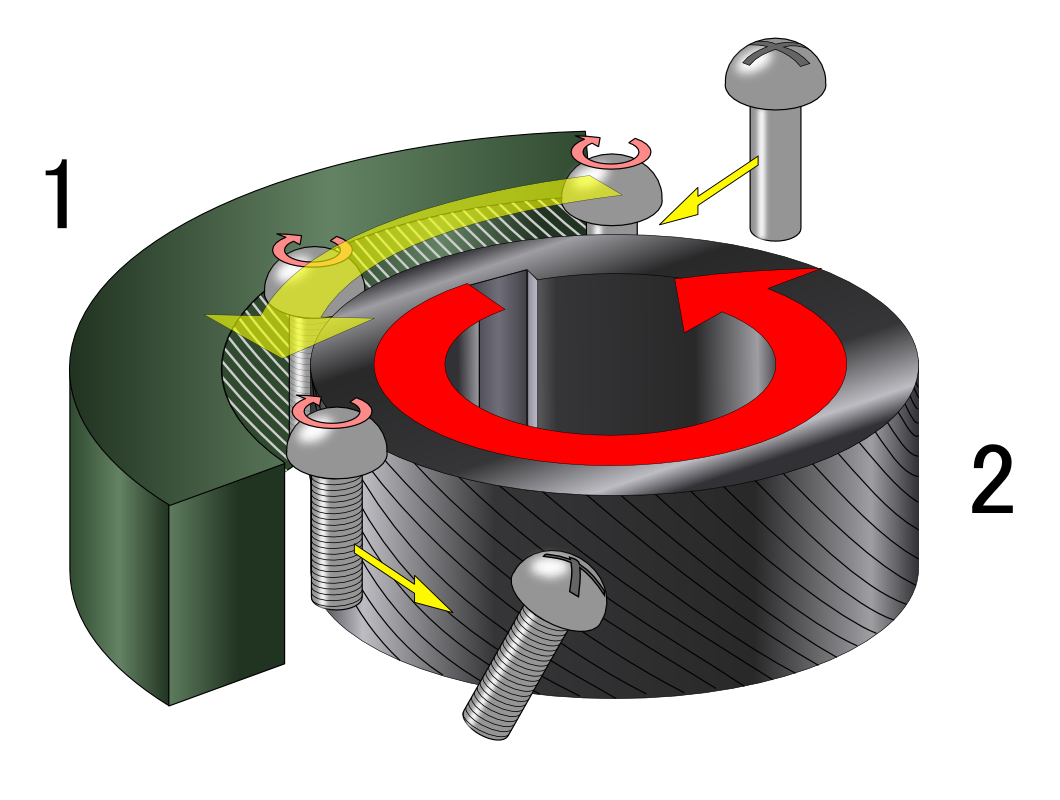
行星滚螺纹
双圆柱滚螺纹
三圆柱滚螺纹

## 直接成型
- 铸造螺纹
- 3D打印螺纹
- 吹塑成型螺纹[4]

### 書籍
- Degarmo, E. Paul; Black, J T.; Kohser, Ronald A.,  9th, Wiley, 2003, ISBN 0-471-65653-4.
- 孙凤池 (编). . 机械工业出版社. 2008. ISBN 9787111242437.